# Johan Gronloh
Johan Wilhelm Gronloh (Amsterdam, 11 november 1907 - Neuengamme, vermoedelijk tussen 16 maart en 3 mei 1945) was een Nederlandse politiebeambte, en verzetsstrijder tijdens de Tweede Wereldoorlog.

## Levensloop
Gronloh groeide op in een gezin met drie kinderen. Zijn vader werkte bij de Nederlandse Spoorwegen. In december 1923 nam hij dienst bij het Korps Mariniers. Van 1926 tot 1929 was hij in Nederlands-Indië gelegerd. Terug in Nederland vond hij werk bij de Koninklijke Marechaussee. Na een opleiding in Apeldoorn van een half jaar werd hij eerst in Limburg gestationeerd, later in Neede en Nijkerk. In zijn vrije uren studeerde Gronloh voor zijn politiediploma. In april 1935 vond hij werk als gemeenteveldwachter in Velp. Na de Duitse inval nam Gronloh weer dienst bij de Marechaussee. Zijn standplaats bleef Velp. Al vroeg in de oorlog raakte hij betrokken bij de organisatie Vrij Nederland en bij de hulp aan joden en gevluchte Franse krijgsgevangenen. 
Volgens verzetsman Dirk van der Voort wist half Velp van Gronlohs verzetsactiviteiten. Hij kreeg bezoek van de V-mann Johnny de Droog die hem voorstelde om samen een verzetsgroep te beginnen. Gronloh reageerde afwijzend, maar arresteerde De Droog tegelijkertijd ook niet, iets wat hij als politieman wel had moeten doen. Dit was voor de Duitsers reden om hem op 28 mei 1942 aan te houden. Gronloh was eerder gewaarschuwd voor een op handen zijnde arrestatie, maar had gezegd dat het niet zo'n vaart zou lopen. Hij zat eerst gevangen in het huis van bewaring in Arnhem en vanaf augustus 1942 in de Polizeigefängnis in Scheveningen, het zogeheten Oranjehotel. 
Via Kamp Amersfoort kwam Gronloh terecht in Kamp Vught. Op 5 en 6 september 1944 werd Kamp Vught geëvacueerd vanwege de naderende geallieerden. Gronloh zat eerst in Sachsenhausen voordat hij naar een buitenkamp van Neuengamme werd gestuurd. Daar moest hij antitankgrachten graven. Rond 10 december zou hij met een ziekentransport naar het hoofdkamp zijn gebracht. Na de oorlog concludeerde een commissie dat Gronloh tussen 16 maart en 3 mei 1945 is overleden, maar een exacte datum is niet bekend.